# Walter Julius Küpper
Walter Julius Küpper (* 1905 in Forst (Wiehl); † 23. November 1966 in Großhansdorf) war ein deutscher Maler, Grafiker und Radierer.

## Leben
Walter Julius Küpper war das zweite von sieben Kindern des Konditormeisters Walter Julius Küpper (1879–1961) und der Maria Henriette geb. Steinbach (1881–1961) aus Neuwied.
In den 1930er Jahren Studium an der Kunstakademie Düsseldorf bei Werner Heuser, Heinrich Nauen und Wilhelm Herberholz.
Er war als Maler, Bildhauer, Grafiker, Radierer, Spezialist der Kaltnadelradierung und Schriftsteller in Ahrensburg tätig. Zuletzt lebte er mit seiner Ehefrau Ingrid Küpper-von Wedel in Großhansdorf im Kreis Stormarn.
Küppers starb mit 62 Jahren bei einem Verkehrsunfall, als er und seine Frau zu Fuß die Autobahn überquerten.